# دانيال ماسون
دانيال ماسون (بالإنجليزية: Daniel Mason)‏ (1976، بالو ألتو في الولايات المتحدة)؛ طبيب وروائي أمريكي.